# Amaranta Gómez Regalado
Amaranta Gómez Regalado (Juchitán de Zaragoza, 7 de novembro de 1977) é uma antropóloga muxe transgênera mexicana, política, ativista dos direitos humanos, pesquisadora social, colunista e promotora da identidade cultural indígena pré-colombiana.

## Biografia
Amaranta Gómez Regalado nasceu em uma aldeia zapoteca em Juchitán de Zaragoza, no estado de Oaxaca, perto da fronteira com a Guatemala e adotou o nome de Amaranta na adolescência, após ler "Cem Anos de Solidão", a famosa obra do escritor colombiano Gabriel García Márquez.
Em outubro de 2002, um acidente de carro fraturou seu braço esquerdo de tal forma que teve que ser amputado.
Em 2015, conseguiu alterar sua identidade de gênero em sua certidão de nascimento, o que lhe permitiu alterar outros documentos oficiais, como o passaporte. Isso foi possível a partir das reformas aprovadas pela antiga Assembleia Legislativa da Cidade do México para permitir que as pessoas mudassem legalmente sua identidade de gênero em sua certidão de nascimento, por meio apenas de um procedimento administrativo.
Estudou antropologia social na Universidad Veracruzana entre 2011 e 2016. Sua tese de graduação foi intitulada "Guendaranaxhii: a comunidade Muxe do Istmo de Tehuantepec e as relações eróticas emocionais" (em castelhano:  "Guendaranaxhii: la comunidad muxe del istmo de Tehuantepec y las relaciones erótico afectivas").

## Ativismo
Em 2003, com apenas 25 anos, ganhou destaque internacional como candidata do partido México Posible nas eleições de 2003 para o Congresso da União. Sua ampla plataforma incluía apelos pela descriminalização da maconha e do aborto. Não ganhou a vaga.
Continuou, em 2007, participando de vários projetos de educação sexual, prevenção da AIDS e apoio aos direitos da comunidade LGBT. É membra do "Comitê Estadual Contra a Homofobia", que busca, a partir de 2008, que 17 de maio, no México, seja declarado o "Dia Nacional Contra a Homofobia".